# فريتسي فيرن
فريتسي فيرن (بالإنجليزية: Fritzi Fern)‏ هي راقصة وممثلة أمريكية، ولدت في 19 سبتمبر 1901، وتوفيت في 20 سبتمبر 1932.

## وصلات خارجية
- فريتسي فيرن على موقع IMDb (الإنجليزية)